# Keizer Hendrik III

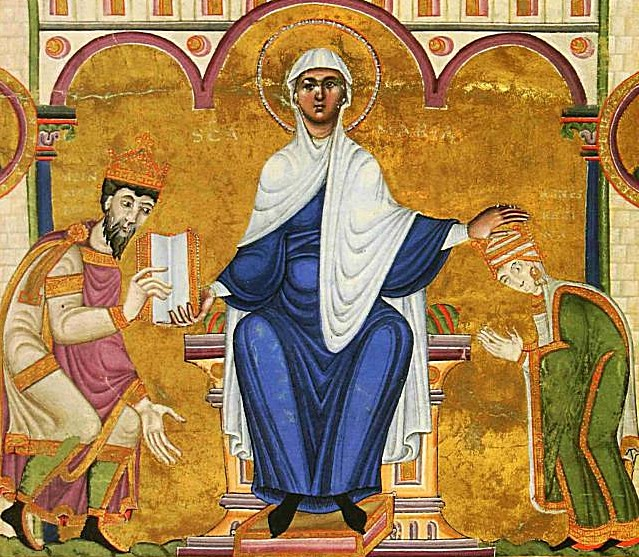
Hendrik III en Agnes van Poitou
(ca 1045), detail van een miniatuur in de Codex Aureus van Speyer (Escorial)

Hendrik III (28 oktober 1017 - kasteel Bodfeld in de Harz, 5 oktober 1056), bijgenaamd de Vrome of de Zwarte, was vanaf 1039 keizer van het Heilige Roomse Rijk, in opvolging van zijn vader, die in Utrecht overleed. Zijn politiek stond onder invloed van hervormingen binnen de Rooms-Katholieke Kerk van zijn tijd. Hij streefde naar een staat die was gebaseerd op het daadwerkelijk in de praktijk brengen van Rooms-Katholieke godsdienstige uitgangspunten, centraal geleid door de vorst met ondersteuning door de Kerk (wat een theocratie zou kunnen worden genoemd). Om zijn doelen te bereiken zette Hendrik zich in voor de versterking van de Kerk en van de rol van de paus. Deze politiek was niet zozeer ingegeven door vroomheid, maar door machtsstrategie. Daardoor, door de versterking van de politieke rol van de bisschoppen en door de oplopende spanningen met de adel, schiep Hendrik de omstandigheden die mede leidden tot de oorlogen die de regering van zijn zoon, keizer Hendrik IV, zouden teisteren.

## Afkomst en jeugd
Hendrik werd in 1017 geboren als zoon van Koenraad de Oudere, de latere keizer Koenraad II en Gisela van Zwaben. Zijn jongere zusters Beatrix (ca. 1020-1036) en Mathilde (1025-1034) stierven jong. Hendriks vader stamde uit een vooraanstaand Rijnfrankisch adelsgeslacht, dat al generaties lang bezit en grafelijke rechten had in de regio rondom Worms en Speyer. Koenraad was de achterkleinzoon van de in 955 tijdens de Slag op het Lechveld gevallen Koenraad de Rode, graaf van de Nahegouw, Spiersgouw, Wormsgouw en de Niddagau, en van Liutgard van Saksen die verwant was aan de Ottonen. Hendriks moeder Gisela was al twee keer eerder getrouwd geweest en beide keren weduwe geworden. Haar vader Herman II van Zwaben had in 1002 tevergeefs aanspraak gemaakt op de Duitse koningstroon. Gisela's moeder Gerberga was een dochter van de Bourgondische koning Koenraad III en een kleindochter van de West-Frankische laat-Karolingische heerser Lodewijk IV. Aan alle kanten van de stamboom ging het dus om de hoogste kringen die over grote grondgebieden het gezag hadden gevoerd en voerden met de opdracht deze militair te verdedigen.
Hendriks geboorte viel op een moment dat de Salische familie zich in een moeilijke situatie bevond. Twee maanden voor zijn geboorte was zijn vader Koenraad in een bloedige vete betrokken geraakt, waarbij hij alleen op familie en vrienden kon vertrouwen. De relatie tussen Koenraad en keizer Hendrik II was gespannen. Door Koenraads huwelijk met Gisela van Zwaben, volgens de toenmalige maatstaven een huwelijk tussen twee bloedverwanten, werd hem de keizerlijke "gunst" ontnomen. Het was niet ongebruikelijk om op deze manier de opvolging van een hoge functie in een andere richting te sturen.
Hendrik kreeg een opvoeding op hoog niveau, van de hofkapelaan Wipo en later onder de hoede van de bisschoppen van Augsburg en Freising. Zo werden nauwe banden opgebouwd met de bestuurlijke kringen van de kerk in zijn regio. Hij ontwikkelde zich tot een vrome jongeman en maakte vrede en gerechtigheid tot zijn idealen.

### Hertog en koning
Hij volgde zijn vader op als hertog Hendrik de Zesde van Beieren in 1027 en toen zijn vader tot keizer werd gekroond in 1028, werd Hendrik in Aken tot medekoning van Duitsland gekroond. Hij werd ondanks zijn jonge leeftijd al snel een belangrijke adviseur van zijn vader. In 1031 onderhandelde hij, veertien jaar oud, over een vrede met Hongarije. Hendrik kreeg een ernstig conflict met zijn vader toen hij niet wilde instemmen met de bestraffing van Adalbero van Eppenstein, de opstandige markgraaf van Karinthië, en daarbij duidelijk werd dat de adel het standpunt van Hendrik volgde. Hendrik werd in 1038 ook hertog van Zwaben (als Hendrik de Eerste) na de dood van Herman IV van Zwaben. In 1039 werd hij hertog van Karinthië na de dood van Koenraad II van Karinthië.

## Binnenlandse politiek
Na de dood van zijn vader in 1039 kon hij hem zonder problemen opvolgen als koning van Duitsland, Italië en Bourgondië. In het begin van zijn regering toonde hij genade aan zijn tegenstanders en gebruikte het middel van de godsvrede om de adel onder controle te houden. Dat betekende dat er door middel van militair geweld een vrede werd opgelegd, waarbij het verbreken van die vrede als een zonde tegen God werd gezien, met bijbehorende sancties vanuit de kerk. Hij bouwde zijn eigen bezit sterk uit en het beheer daarvan leidde tot de opkomst van een kleine bovenklasse van ministerialen in belangrijke functies en als leenmannen. De toenemende macht van de Kerk en de opkomst van de ministerialen leidde tot steeds grotere spanningen met de hoge adel. Vooral Godfried II van Lotharingen en de Billungers (wegens Hendriks machtsvorming in Saksen) werden zijn tegenstanders. Ook kwam later de door Hendrik benoemde hertog Koenraad I van Beieren tegen hem in opstand.
In Italië onderwierp Hendrik de adel van Rome en het zuiden van Italië. Veel rechten die door zijn vader waren gegeven, werden door Hendrik weer ingetrokken. Het verzet onder de Italiaanse adel tegen de Duitse koning groeide. Hendriks pogingen om door diplomatie de Italiaanse Normandiërs voor zich te winnen en zich door hen als heer te laten erkennen, mislukte compleet. In 1051 zouden de Normandiërs zelfs een gecombineerd Duits-pauselijk leger verslaan.

## Invloed binnen de Kerk
Bij de benoeming van bisschoppen mengde Hendrik zich in het benoemingsproces en selecteerde consequent op kwaliteit en politieke belangen. Zo creëerde hij een zeer capabele en loyale groep van bisschoppen. Hendrik had goede banden met kerkhervormers en twee daarvan, Petrus Damiani en Hugo van Cluny, waren peetoom bij de doop van zijn zoon Hendrik. Hendrik III greep in de synode van Sutri (1046) in, waarbij hij drie concurrerende pausen afzette en benoemde Clemens II als paus. Deze kroonde Hendrik in datzelfde jaar te Rome tot keizer van het Heilige Roomse Rijk. Hendrik benoemde in totaal vier Duitse bisschoppen tot paus (Clemens II, Damasus II, Leo IX en Victor II) waardoor het paus-ambt onafhankelijk werd van de Romeinse aristocratie. De positie van de paus werd daardoor sterker, maar stond onder de invloedssfeer van de Duitse keizer.

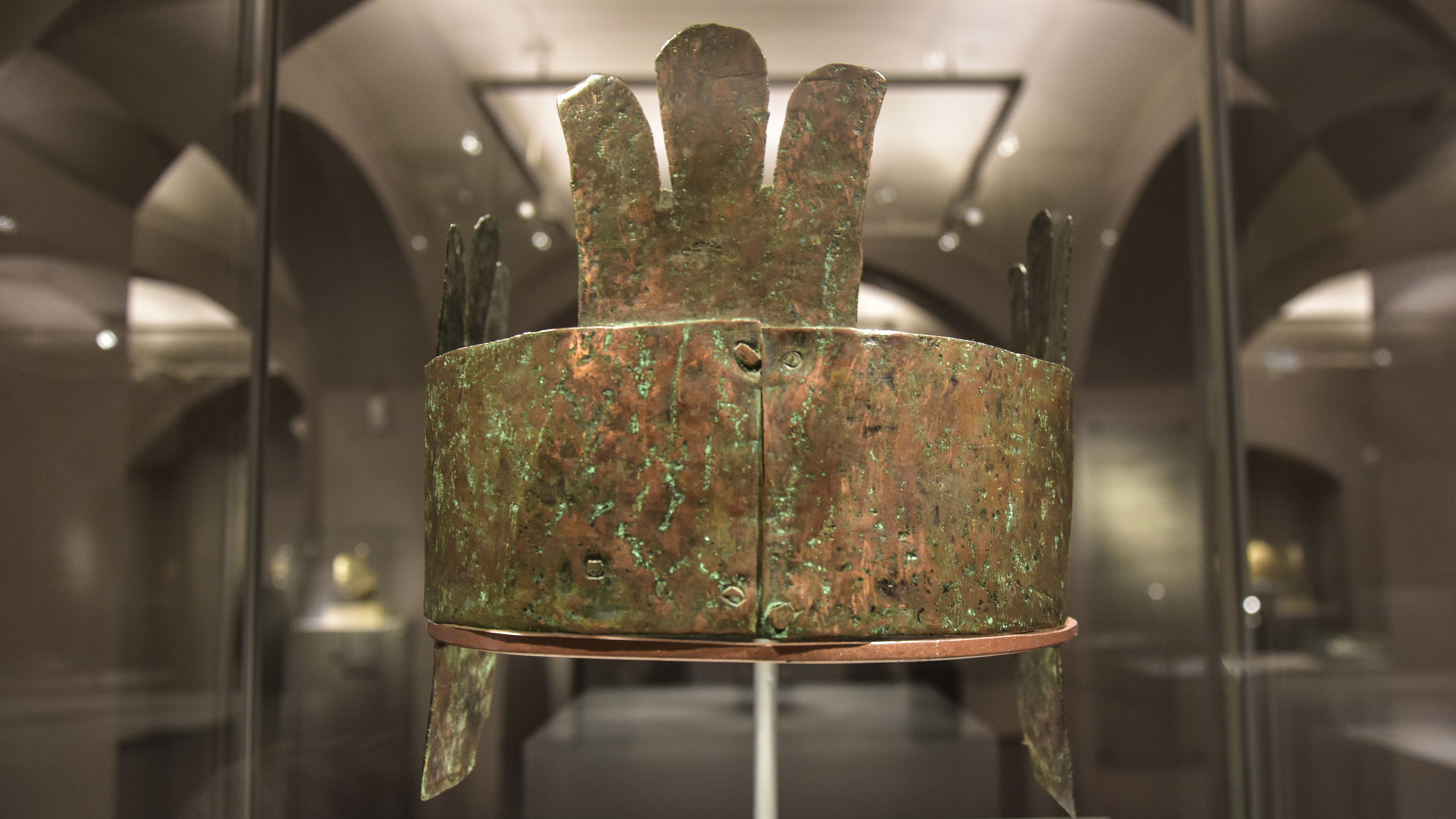
Grafkroon keizer Hendrik III (koper) in het Historisch Museum van de Palts

Hendrik zette de bouw van de dom van Speyer met kracht door en maakte de dom tot een van de meest indrukwekkende kerken van West-Europa. Ook bestelde hij bij de abdij van Echternach een kostbaar uitgevoerd evangelie voor de dom. Hij liet de keizerpalts Goslar herbouwen en stichtte er een kapittel, dat een opleidingsinstituut voor de hogere geestelijkheid werd. Hendrik III legde een bijzondere verering aan de dag voor de Maastrichtse heilige Sint Servaas. In zijn favoriete verblijfplaats, de palts van Goslar, was de hofkapel toegewijd aan Sint-Servaas. In 1039 werd hij in de Servaaskerk in Maastricht ingehuldigd ("Festkrönung"). Hij bezocht de kerk minimaal vijfmaal en vereerde haar met geschenken (zoals het borstkruis van Sint Servaas). In 1049 riep hij te Mainz een synode bijeen, waarbij onder meer paus Leo IX en een Byzantijnse delegatie aanwezig waren, die zich bogen over de vraag of Servaas een verwant van Jezus was. Dat zou moeten leiden tot de officiële heiligverklaring van Servaas (wat niet gebeurde).

## Buitenlandse politiek
Hendrik veroverde onder meer delen van het huidige Polen en Hongarije. Hij greep actief bij de oostelijke staten om te verzekeren dat daar geen bedreiging voor Duitsland of de Kerk kon ontstaan:
- Nadat Polen door Koenraad II was verslagen probeerde Břetislav I van Bohemen grote delen van Polen te veroveren. Hij plunderde Krakau en roofde het gebeente van de heilige Adalbert van Praag uit Gniezno, om dat te gebruiken om een onafhankelijke Boheemse kerk te stichten. Hendrik probeert hem tot orde te roepen maar een leger dat uit Regensburg naar Praag trok werd in de bergen in een hinderlaag verslagen. Een tweede aanval uit drie kanten tegelijk (Beieren, Saksen en Oostenrijk) slaagde wel. Bohemen moest de Duitse heerschappij erkennen, het grootste deel van de Poolse gebieden opgeven en een schatting van 4000 goudmarken betalen.
- Hongarije werd beheerst door een conflict om de troon tussen Peter Orseolo en Sámuel Aba. Peter had de steun van de Kerk en de adel, en van Hendrik. Sámuel was een voorstander van de traditionele organisatie van het Hongaarse volk en had vooral steun onder de lagere klassen. Sámuel greep de macht en begon een oorlog tegen Duitsland, om het land achter zich te verenigen. Hendrik leidde in reactie daarop een veldtocht waarbij Bratislava en Esztergom werden veroverd. Sámuel sloot vrede met Hendrik, stond gebieden af en moest een grote schatting betalen. Omdat Sámuel juist de belastingen voor het gewone volk had verlaagd, zag hij zich genoodzaakt om kerkelijke goederen in beslag te nemen om de schatting te betalen. Dit leidde tot veel onrust in Hongarije en Hendrik greep dat aan om in 1043 opnieuw Hongarije binnen te vallen. Sámuel werd verslagen in de Slag bij Menfö (bij Győr) en Peter werd koning van Hongarije. Peter en zijn belangrijkste edelen erkenden Hendrik als hun heer, waardoor Hongarije (voor korte tijd) een vazalstaat van Duitsland werd.
- Hendrik steunde (vanaf 1046) het koningschap van Casimir I van Polen, die zich in ruil als een trouw bondgenoot opstelde.
- De traditioneel opstandige Slavische volken rond de Oder konden alleen al door dreiging met oorlog onder controle worden gehouden.

In het westen had Hendrik een redelijk goede verstandhouding met koning Hendrik I van Frankrijk, hoewel machtige en opstandige edelen aan weerszijden van de grens (naast Godfried II van Lotharingen ook bijvoorbeeld Boudewijn V van Vlaanderen en Theobald III van Blois) steeds weer voor problemen en spanning zorgden. In 1056 kwam het tot een korte climax toen koning Hendrik van Frankrijk tijdens een bespreking te Carignan (Ardennes) onverwacht Lotharingen opeiste en Hendrik uitdaagde om dit door een tweegevecht te beslissen. Keizer Hendrik koos ervoor om dit te ontlopen en vertrok in het geheim, midden in de nacht.

## Dood en waardering
Hendrik stierf tijdens een heftige aanval van jicht in de burcht Bodfeld in de Harz. Hij werd begraven in de dom van Speyer.
Het is duidelijk dat Hendrik een van de machtigste keizers van het Heilige Roomse Rijk is geweest. Opstandige edelen wist hij te bedwingen en hij bestuurde met steun van een klasse van trouwe en bekwame bisschoppen en ministerialen. Zijn macht in het noorden en midden van Italië was onbetwist en hij had de Kerk sterker gemaakt en aan hem gebonden. De oostelijke buurstaten van Duitsland waren allemaal aan hem ondergeschikt. Traditioneel wordt hij als een van de grootste van de Duitse keizers beschouwd. Dat hij op relatief jonge leeftijd overleed, voordat hij de veranderingen van het bestuur volledig had kunnen doorzetten en het rijk in goede orde aan een volwassen zoon kon overdragen, wordt in die visie als een regelrechte ramp beschouwd. Hierdoor zou een kans verloren zijn gegaan om een machtig Duits keizerrijk te vestigen dat de eeuwen had kunnen doorstaan.
De moderne visie op Hendrik is genuanceerder: zijn nieuwe binnenlands bestuur zorgde voor steeds oplopende spanning met de adel, en door de Kerk te versterken en steeds meer op de Kerk te vertrouwen, creëerde Hendrik een kracht die op een gegeven moment niet meer te controleren zou zijn. Volgens die redenering had Hendrik zelf de gevolgen daarvan ondervonden als hij langer had geleefd.

## Huwelijken en nakomelingen
Hendrik was in 1036 getrouwd met Gunhilde van Denemarken (1019-1038), dochter van koning Knoet II van Denemarken. Hendrik zou veel van haar hebben gehouden. Ze overleed op jonge leeftijd in Italië, aan malaria. Hendrik en Gunhilde hadden een dochter:
- Beatrix, (1037-1061), abdis van de abdijen van Quedlinburg en Gandersheim

In 1043 trouwde Hendrik met Agnes van Poitou, dochter van hertog Willem V van Aquitanië. Zij kregen de volgende kinderen:
- Mathilde (1045 - Goslar, 1060), huwde in 1059 met graaf Rudolf van Rheinfelden (-1080)
- Adelheid (1046/7 - 1096), abdis van de abdijen van Quedlinburg en Gandersheim
- Gisela (ca. 1048 - 1053)
- Hendrik IV (Goslar, 1050 - 1106), troonopvolger
- Koenraad II van Beieren (Regensburg, 1052 - 1055)
- Judith (Goslar, 1054 -), die huwde met koning Salomo van Hongarije (1052-1087) en met hertog Wladislaus I Herman van Polen (1043-1102).

Hendrik zou nog een buitenechtelijke dochter hebben gehad: Adela, getrouwd met Wolfram van Enzberg, moeder van bisschop Johan van Speyer.

## Voorouders
| Voorouders van Keizer Hendrik III (1017-1056) | Voorouders van Keizer Hendrik III (1017-1056)                           | Voorouders van Keizer Hendrik III (1017-1056)                           | Voorouders van Keizer Hendrik III (1017-1056)                           | Voorouders van Keizer Hendrik III (1017-1056)                           | Voorouders van Keizer Hendrik III (1017-1056)                        | Voorouders van Keizer Hendrik III (1017-1056)                        | Voorouders van Keizer Hendrik III (1017-1056)                               | Voorouders van Keizer Hendrik III (1017-1056)                               |
| --------------------------------------------- | ----------------------------------------------------------------------- | ----------------------------------------------------------------------- | ----------------------------------------------------------------------- | ----------------------------------------------------------------------- | -------------------------------------------------------------------- | -------------------------------------------------------------------- | --------------------------------------------------------------------------- | --------------------------------------------------------------------------- |
| Overgrootouders                               | Otto I van Karinthië (948-1004) ∞ 909 Judith van Beieren (925-985)      | Otto I van Karinthië (948-1004) ∞ 909 Judith van Beieren (925-985)      | ? (-) ∞ ? (-)                                                           | ? (-) ∞ ? (-)                                                           | Koenraad I van Zwaben (940-997) ∞ Richlind (ca. 950-1035)            | Koenraad I van Zwaben (940-997) ∞ Richlind (ca. 950-1035)            | Koenraad van Bourgondië (922/25-993) ∞ Mathilde van Frankrijk (943-981/992) | Koenraad van Bourgondië (922/25-993) ∞ Mathilde van Frankrijk (943-981/992) |
| Grootouders                                   | Hendrik van Spiers (970-989/1000) ∞ 909 Adelheid van Metz (970-1039/46) | Hendrik van Spiers (970-989/1000) ∞ 909 Adelheid van Metz (970-1039/46) | Hendrik van Spiers (970-989/1000) ∞ 909 Adelheid van Metz (970-1039/46) | Hendrik van Spiers (970-989/1000) ∞ 909 Adelheid van Metz (970-1039/46) | Herman II van Zwaben (-1003) ∞ Gerberga van Bourgondië (965/66-1019) | Herman II van Zwaben (-1003) ∞ Gerberga van Bourgondië (965/66-1019) | Herman II van Zwaben (-1003) ∞ Gerberga van Bourgondië (965/66-1019)        | Herman II van Zwaben (-1003) ∞ Gerberga van Bourgondië (965/66-1019)        |
| Ouders                                        | Keizer Koenraad II (990-1039) ∞ 909 Gisela van Zwaben (995-1043)        | Keizer Koenraad II (990-1039) ∞ 909 Gisela van Zwaben (995-1043)        | Keizer Koenraad II (990-1039) ∞ 909 Gisela van Zwaben (995-1043)        | Keizer Koenraad II (990-1039) ∞ 909 Gisela van Zwaben (995-1043)        | Keizer Koenraad II (990-1039) ∞ 909 Gisela van Zwaben (995-1043)     | Keizer Koenraad II (990-1039) ∞ 909 Gisela van Zwaben (995-1043)     | Keizer Koenraad II (990-1039) ∞ 909 Gisela van Zwaben (995-1043)            | Keizer Koenraad II (990-1039) ∞ 909 Gisela van Zwaben (995-1043)            |

## Trivia
- Hendriks geboorteplaats is niet duidelijk bekend. Als zijn geboorteplaats wordt in Nederland soms Oosterbeek genoemd. Er is geen enkele argument dat hiervoor pleit, behalve dat sommige bronnen "Osterbeck" (in verschillende schrijfwijzen) als geboorteplaats noemen en daar kan dit op zijn gebaseerd. Er zijn echter meerdere plaatsen in Duitsland die ook "Osterbeck" zouden kunnen zijn.

- Nadat in 1039 zijn vader Koenraad II in Utrecht door een aanval van jicht stierf, werden diens ingewanden in de Dom van Utrecht bijgezet. Mogelijk heeft om die reden Hendrik III een vermoedelijk kerkenkruis daaromheen laten bouwen. Rond 1040 liet Hendrik III in het Utrechtse stadscentrum bij het Domplein het keizerlijk paleis Lofen bouwen.